# Blueboy (revista)
Blueboy era una revista para hombres homosexuales con noticias de estilo de vida y entretenimiento, además de hombres desnudos o semidesnudos. Se publicó mensualmente desde 1974 hasta 2007. Detroit Free Press describió la publicación como "una elegante versión gay a todo color de la revista Playboy".

## Historia
Blueboy fue originalmente una pequeña revista en blanco y negro comprada en 1974 por el editor Donald N. Embinder. El exgerente de publicidad de la revista de arte After Dark rebautizó a Blueboy como "La revista nacional sobre hombres" ("The National Magazine About Men"), que se convirtió en el eslogan de larga data de la publicación. La portada del primer número parodiaba el cuadro El joven azul del pintor del siglo XVIII Thomas Gainsborough.
Inicialmente vendida en librerías para adultos y bares gay, la revista con sede en Miami aseguró su distribución nacional en su cuarta edición. Las características regulares incluyeron columnas de estilo de vida, entrevistas a celebridades, reseñas de películas y música, extractos de libros y artículos sobre política, derechos de los homosexuales y cultura popular gay. En 1978, la circulación mensual alcanzó los 150 000 ejemplares. Embinder caracterizó a los lectores como algunas de las personas "más sofisticadas y ricas" de los Estados Unidos. Los colaboradores y entrevistados notables incluyeron a Andy Warhol, Truman Capote, William S. Burroughs, Edmund White, John Rechy, Patricia Nell Warren, Christopher Isherwood y Randy Shilts.
El alcance adicional de la publicación incluyó la serie de ficción pulp gay Blueboy Library. Blueboy Forum se convirtió en el primer foro televisivo semanal en vivo desde una perspectiva gay desde el 25 de octubre de 1976, transmitido por WKID-TV en Hallandale, Florida y como un programa de entrevistas nocturno en el canal 68 UHF (WBTB-TV) de la ciudad de Nueva York desde marzo de 1977.
Sin embargo, a partir de la década de 1990, con la competencia de publicaciones gay como Out, Metrosource y Genre, Blueboy se centró mucho más en imágenes de desnudos explícitos y se deshizo de la mayor parte de su contenido no pornográfico. El último número de la revista se publicó en diciembre de 2007.

## Legado y renacimiento
En 2020, la Biblioteca Huntington, en asociación con el Museo Hammer, exhibió la serie Blueboys de Monica Majoli, con páginas centrales de la revista del fotógrafo Alex Sánchez. La exposición incluyó una nueva entrevista con el artista colaborador de Blueboy, Mel Odom, y un contexto crítico de Miss Tiger, directora ejecutiva de Blueboy Archives and Cultural Arts Foundation.
La Blueboy Archives and Cultural Arts Foundation se fundó en 2017 para preservar y contextualizar los archivos de la revista, así como otras publicaciones periódicas, libros, películas y objetos efímeros históricos LGBTQ. Blueboy regresará como revista anual en octubre de 2022. Blueboy will return as an annual magazine in February 2022.